# Philippinische Volleyballnationalmannschaft der Frauen
Die philippinische Volleyballnationalmannschaft der Frauen ist eine Auswahl der besten philippinischen Spielerinnen, die die Philippine Amateur Volleyball Association bei internationalen Turnieren und Länderspielen repräsentiert.

## Geschichte

### Weltmeisterschaft
Bei der bislang einzigen Teilnahme an einer Volleyball-Weltmeisterschaft belegten die philippinischen Frauen 1974 den 18. Platz.

### Olympische Spiele
Die Philippinen konnten sich noch nie für Olympische Spiele qualifizieren.

### Asienmeisterschaft
Bei der ersten Teilnahme an der Volleyball-Asienmeisterschaft erreichten die philippinischen Frauen 1983 als Fünfter ihr bestes Ergebnis. 1991 und 1993 reichte es nur zu Platz 13. Es folgten drei achte Plätze bei den Turnieren 1995, 1997 und 2003, wobei die Meisterschaft 1997 im eigenen Land stattfand. 2005 wurde die philippinische Mannschaft Neunter.

### World Cup
Beim World Cup haben die Philippinen noch nicht mitgespielt.

### World Grand Prix
Der World Grand Prix fand bisher ohne philippinische Beteiligung statt.